# Nageuktormiut
Nageuktormiut (=horn people), eskimsko pleme iz kanade u teritoriju Mackenzie. Ljeti stanuju na ušću rijeke Coppermine, a zimi na rijeci Richardson.
Srodne su im skupine Kitegareut s Cape Bathursta i rijeke Anderson i Kopagmiut s rijeke Mackenzie. Ovi Eskimi od raznih autora poznati su i kao Deer-Horn Esquimaux (Franklin, 1824), Na-gè-uk-tor-mè-ut (Richardson, 1851), Naggœ-ook-tor-mœ-oot (Richardson, 1828), Nappa-arktok-towock (Franklin, 1824).